# Giovanni Marangoni
Giovanni Marangoni (né le 6 août 1673 à Vicence et mort le 5 février 1753 à Rome) est un archéologue italien de la première moitié du XVIIIe siècle.

## Biographie
Né le 6 août 1673 à Vicence, il embrassa l’état ecclésiastique, fut pourvu d’un canonicat de la cathédrale d’Anagni, et nommé ensuite protonotaire apostolique, dignité qui le fixa dans la capitale du monde chrétien. Il consacrait aux lettres tous les moments que lui laissaient les devoirs de sa charge ; mais son goût le portait particulièrement à l’étude de l’antiquité, et il y acquit des connaissances très-étendues. Il fut adjoint à Marcantonio Boldetti, gardien des SS. Cimetières de Rome, et prit sa défense contre un ecclésiastique, peu éclairé, qui l’accusait d’avoir placé dans une sacristie des monuments d’antiquité profane. Il remplit cet emploi pendant trente ans, se retira sur la fin de sa vie dans un couvent, pour ne plus s’occuper que de son salut, et y mourut dans de grands sentiments de piété, le 5 février 1753, à l’âge de quatre-vingts ans.

## Œuvres
- Thesaurus parochorum, seu vitæ et monumenta parochorum qui sanctitate, martyrio, pietate, etc. illustrarunt ecclesiam, Rome, 1726-27, 2 vol. in-4° ; ouvrage plein de savantes recherches. L’auteur regarde Abel comme le premier prêtre du vrai Dieu, et conséquemment le fondateur de l’ancienne Église qui a subsisté par une succession non interrompue des patriarches et des pontifes jusqu’à Jésus Christ.
- Memorie sacre e civili dell’antica città di Novarra, oggidì Città-nuova nella provincia dei Piceno, etc., Rome, 1743, in-4°.
- Delle cose gentilesche e profane trasportate ad uso e ad ornamento delle chiese dissertaz., ibid., 1744, in-4° ; ouvrage plein d’érudition, et qu’il composa pour la défense de Boldetti.
- Delle Memorie sacre e profane dell’anfiteatro Flavio di Roma, volgarmente detto il Colosseo dissertazione, ibid., 1746, in-4°. Cette dissertation est curieuse et recherchée ; mais le Colisée n’avait pas pu être décrit avec exactitude avant les fouilles faites en 1811 sous la surveillance de Pierre-Adrien Pâris, architecte du roi.
- Istoria dell’antichissimo oratorio o cappella di S. Lorenzo nel patriarchio Lateranense appellato Sancta sanctorum, e dell’immagine del Salvatore detta archeotipa che ivi conservasi, ibid., 1747, in-4°.
- Chronologia romanorum pontificum superstes in pariete australi Basilicæ S. Pauli apostoli Ostiensis, depicta sæculo V, etc.